# Barabanki

Barabanki est une ville de l'état de l'Uttar Pradesh en Inde. Elle est le centre administratif du district de Barabanki.
Baranbaki est à 29 km à l'Est de Lucknow, la capitale de l'Uttar Pradesh.
La ville, et sa région, a une forte minorité Musulmane Chiite.